# 27551 Pelayo
27551 Pelayo este un asteroid din centura principală de asteroizi.

## Descriere
27551 Pelayo este un asteroid din centura principală de asteroizi. A fost descoperit pe 7 mai 2000 la Socorro, New Mexico, în cadrul proiectului LINEAR. Asteroidul prezintă o orbită caracterizată de o semiaxă mare de 2,58 ua, o excentricitate de 0,04 și o înclinație de 2,4° în raport cu ecliptica.